# 윤미진 (레이싱 모델)
윤미진(1986년 11월 26일~)은 대한민국의 레이싱 모델이다.

## 학력
- 경원대학교 경영학과

## 경력
- 2009년 : 현대·기아자동차 레이싱모델
- 2011년 : 서울모터쇼 폭스파겐 모델
- 2012년 : 넥센타이어 레이싱모델
- 2013년 : 금호타이어 레이싱모델
- 2014년 : 금호타이어 레이싱모델

## 앨범
- 2012년 : 하이레이디 High Lady